# الظواهر (قبيلة)
الظَوَاهِر ونسبة لواحدهم ٱلظَّاهِرِي، هم أحد الأحلاف القبلية في دولة الإمارات العربية المتحدة. كان المركز الرئيسي للقبيلة واحة البريمي وقراها، ثم مدينة (الآن مدينة) العين. لديهم منذ فترة طويلة تحالف قوي مع العائلة الحاكمة في أبو ظبي، آل نهيان في إطار اتحاد بني ياس.

## التاريخ المكبر والبريمي
منطقة نفوذ القبيلة التقليدية هي واحة البريمي، حيث امتلكوا في نهاية القرن العشرين معظم الأراضي والممتلكات الزراعية باستثناء قرية البريمي نفسها. تتألف القبيلة التي يبلغ عددها 4500 نسمة من ثلاثة أقسام قبلية تحالفية رئيسية: قبيلة الدرامكة، التي كانت تسكن منطقة هيلي والمعترض والقطارة. قبيلة الجوابر التي سكنت في قرية العين (عين الظواهر). قبيلة بني سعد التي سكنت الجيمي. يبقون في قراهم في الصيف، في فصل الشتاء ينتقل المجتمع إلى جميع أنحاء الإمارات المتصالحة. احتفظوا بأسراب كبيرة من الأغنام والإبل وتاجروا في الفحم، وصنعوه. الزراعة الخصبة التي تضمها الواحة، مروية بواسطة نظام فلج فعال للغاية، وهذه ما ساعد في دعم صناعة الحطب.
يبدو أن تاريخ الظواهر المبكر يشير إلى أنهم أتوا أصلاً من الجنوب وكانوا يسكنون الظاهرة قبل البريمي. لطالما كانت هناك موجة من المستوطنين الذين أتوا من الظاهرة، مثل النعيم، وتربطهم علاقة مضطربة مع الظواهر وكثيراً ما كانت القبائل في نزاع.
اتخذت القبيلة اسمها من سكناها في سهل الظاهرة، وهي عبارة عن حلف عشائري لا تربطهم صلة قرابة، بل ترتبط بمنطقة العين. وهي تخضع لزعامة موحدة.

## الانتفاضة ضد زايد الأول
لم تكن العلاقة دائمًا سلسة في ما بينهم، ومع ذلك. كان الشيخ زايد بن خليفة آل نهيان، المعروف باسم "زايد الكبير" ، قائدًا قويًا وجذابًا، وزاد من قبضته على البريمي من خلال شراء بساتين نخيل التمر وحقوق المياه، ومعظمهما تعود لظواهر. سرعان ما أصبح من الواضح أن هذه السياسة كانت تغير نمط الملكية في جميع أنحاء الواحة وتسبب ذلك إلى تمرد الظواهر. ولكن زايد الأول كان عازمًا على المضي قدمًا في مخططه، فقد تصالح مع النعيم، ثم ذهب إلى محاربة الظواهر في عام 1877. بعد صراع دام شهرًا، وفي ما بعد انتصر زايد عليهم وأخذ اثنين من شيوخ الظواهر رهائن لضمان حسن سلوك القبيلة. في عام 1891 قام مرة أخرى بمسيرة على الواحة، بدعم من شيخ دبي، على رأس قوة قوامها من 30 فارس و300 من راكبي الجمال لإخماد المعارضة التي أشتعلت هناك واستولت القوات على مستوطنة الظواهر الرئيسية "عين الظواهر (المعروفة الآن باسم" العين "). قام ببناء حصن هناك للتأكيد على هيمنته على الواحة وعيَّن واليًا عليها، وعين فردًا من الظواهر واليًا له. وهو أحمد بن محمد بن هلال الظاهري (من بني سعد) الذي عاش في الجيمي وكان ممثلًا مخلصًا وفعالًا.
وقد عمل الظواهر فيما بعد لصالح أصحاب البساتين الزراعية الجدد من بني ياس. وأصبحوا رعايا لأبو ظبي، دفع الظواهر الضرائب على محصول التمر، وكذلك رسوم على المياه.